# Walter Friedensburg
Karl Walter Friedensburg (Amburgo, 6 marzo 1855 – Wernigerode, 19 febbraio 1938) è stato uno storico e archivista tedesco.

## Biografia
Studiò storia presso le Università di Göttingen e Breslavia, ottenendo la sua abilitazione presso l'Università di Marburgo nel 1878. Dal 1880 lavorò come archivista a Marburgo, in seguito come docente universitario a Marburgo e Gottinga. Dal 1888 al 1901 fu membro del Deutsches Historisches Institut Rom (Istituto storico tedesco a Roma).
Nel 1901 fu nominato direttore dello Staatsarchiv Stettin (National Archives in Stettin), e nel 1913 successe a Georg Winter (1856–1912) come direttore dell'Archivio di Stato di Magdeburgo. Fu coautore di Geschichte des Staatsarchiv Magdeburg (Storia dell'Archivio di Stato di Magdeburgo). Andò in pensione nel 1923, e successivamente si trasferì a Wernigerode.

## Opere
- Der Reichstag zu Speier 1526, im Zusammenhang der politischen und kirchlichen Entwicklung Deutschlands im Reformationzeitalte, 1887.
- Die chronik des Cerbonio Besozzi, 1548-1563, 1904.
- Geschichte der Universität Wittenberg, 1917.
- Die Protokolle der Kirchenvisitationen im Stift Merseburg von 1562 und 1578, 1931
- Kaiser Karl v. und papst Paul III. (1534–1549), 1932.
- Johannes Sleidanus, der geschichtsschreiber und die schicksalsmächte der reformationszeit, 1935.[1]